# Молодой Волкодав
«Молодо́й Волкода́в» (2007) — российский телесериал в жанре фэнтези режиссёра Олега Фомина. Сериал создан по мотивам произведений Марии Семёновой о Волкодаве, первые четыре серии представляют собой вольную экранизацию книги «Волкодав. Истовик-Камень».
Телесериал снят студией «СТАР-Т» по заказу кинокомпании «Централ Партнершип» и первый раз демонстрировался по телеканалу «НТВ». «Молодой Волкодав» — приквел к вышедшему в конце 2006 года полнометражному фильму «Волкодав из рода Серых Псов», выпущенному той же кинокомпанией.

## Сюжет

### Первая серия
Поселение веннов. Готовится инициация трёх молодых юношей — Серого Пса, Волчонка (которым лет по пятнадцать) и Лисёнка (что помоложе), однако последний, испугавшись, убегает от своего отца и прячется. На инициацию парни отправляются поодиночке в шатёр к Прекрасной Саадат. Первым идти жребий выпадает Серому Псу, которому Саадат предсказывает будущее великого воина и затем совершает обряд. Волчонку же предсказательница перед обрядом ничего не говорит. Когда потом Волчонок узнаёт об этом, то обижается и бросается вечером в лес, чтобы догнать её и узнать свою судьбу (что, вообще-то, обычаями запрещено). Вместе с другом они не могут её найти, но вдруг она является им, давая понять их бесцеремонность, и предсказывает Волчонку смерть под землёй.
Поздно вечером на поселение нападает отряд сегванов под руководством Людоеда и колдуна. Людоед убивает отца и мать Серого Пса у того на глазах и по совету Колдуна забирает отцовский меч. Единственными выжившими оказываются Серый Пёс и Волчонок, которых налётчики забирают, надеясь нажиться на продаже их работорговцам. Позже сегваны замечают спрятавшегося Лисёнка, который во время дальнейшей перевозки искусно изображает блаженного и его оставляют несвязанным при отряде. Однако во время одной из стоянок Лисёнок неумело нападает на одного из воинов, за что его серьёзно ранят и бросают в клетку к двум другим заключённым. Тогда во время ночного привала Волчонок и Серый Пёс хитростью убеждают одного из стражей открыть их клетку и убивают его, после чего, захватив раненого Лисёнка, неудачно пытаются убежать. Их окружают, ранят Серого Пса и возвращают обратно в клетку.
Тем временем в других широтах, среди барханов и песков идёт караван Ксоо Таркима, направляющийся в Самоцветные горы. Навстречу им идут купец и ростовщик. Купец предлагает себя в рабство, чтобы расплатиться с долгами перед ростовщиком и не сделать рабами жену и своих детей. Тарким покупает его и даёт ему новое имя — Должник. Таким образом, Должник присоединяется к компании других рабов, среди которых Тиргей, Мхабр и Корноухий, а также рождённый в рабстве мальчик Каттай, обладающий даром чувствовать камни.
Ростовщик возвращается с полученными «за раба» деньгами в город, где спустя некоторое время его разоблачают как мошенника. Во время публичной казни на площади всем пострадавшим возвращают деньги. И жена купца получает свою долю, однако на призыв дочери Вилии выкупить отца отвечает отказом, поскольку «тот уже пожил, а ей и малолетнему брату надо ещё что-то есть и где-то жить». Расстроенная Вилия приобретает у известного вора ключ от ста дверей и отправляется на поиски каравана Таркима, чтобы спасти отца.
Вилия попадает в караван как раз тогда, когда Тарким торгуется с сегванами по поводу выкупа двух юношей. Девушке разрешают остаться в караване. Не купленного Таркимом истекающего кровью Лисёнка подвешивают за ногу на дерево и оставляют. Караван с новыми рабами движется дальше, в сторону Самоцветных гор.

## В ролях
- Александр Бухаров — Волкодав
- Эльвира Болгова — Нея
- Анна Азарова — Вилия
- Михаил Евланов — Волк
- Наталья Догадина — Кендарат
- Егор Баринов — Людоед (Винитарий)
- Любомирас Лауцявичюс — Колдун (Финитарий)
- Павел Абдалов — Гвалиор
- К. Кинтино — Мхабр
- Андрей Харитонов — Должник
- Александр Яцко — Тиргей
- Андрей Чадов — Каттай
- Алан Догузов — Эйтер

| - Егор Тимцуник — юный Волкодав - Максим Шишков — Волчонок - Сергей Краснов — Лисёнок - А. Михайлов — Лисёнок в детстве - И. Бахторов — Каттай в детстве - Леонид Тимцуник — Церегат - Александр Наумов — Шаркут - Саид Дашук-Нигматулин — Тарким - Александр Гизгизов — Харгелл - Игорь Юраш — Корноухий - Владимир Епископосян, Евгений Мундум, Борис Коростылёв — жрецы - Виктор Григорюк — Каломин - Екатерина Галахова — Саадат - Алексей Королёв — отец Волкодава - Мария Скосырева — мать Волкодава - Галина Петрова — мать Каттая - Юрий Шлыков — Хангул - Данила Дунаев — Крей - Андрей Батуханов — Фиона - Наталья Рева — Хильга |  | - Александр Лойе — Вонючка Ли - Владимир Антоник — воевода - Сергей Рубеко — Лука - О. Васильков — ополченец - Олег Фомин — Свалтыга - Наталья Егорова — Боярка - Сергей Чирков — сын Боярки - Владимир Гусев — хозяин постоялого двора - Виктор Захаров (Захар Потёмкин) — музыкант - Александр Касаткин — музыкант - Т. Солнцева — Чернявая - Наталия Потапова — Старостиха - Игорь Мещерин — Узколицый - Юрий Ваксман — Малыга - Михаил Самохвалов — Щимота - В. Ноздрин — Редкозубый - Ольга Чудакова — Кьяра - Н. Моисеев — сын Кьяры - Юрий Стосков — отец Тиргея - Е. Антонова — мать Тиргея - Вячеслав Молоков — Владыка |  | - М. Левченко — Верех - А. Мациевич, Ю. Сысоев, С. Чекрыгин — вахлаки - Д. Гизгизов — молодой сегванн - М. Чернова — мать Лисёнка - В. Васильев-Рюмин — Старец - З. Колхиева — Седая - В. Ташлыков — охранник рудников - К. Ужва — охранник рудников - А. Балабушевич — Акрахам - Д. Фомин — Тиркай - В. Ульянов — новый караванщик - Наталья Гатиятова — невеста Гвалиора - Илья Кремнев — крылатый парень - Вера Каншина — хозяйка харчевни - Н. Тезов, Сергей Тезов — путники - Гейдар Садыков — Нворг, мурин - Руслан Гаджаев — Чегир, акинаец - Роман Кузнецов (Чора) — Джуга, сегванн |

## Съёмочная группа
- Автор сценария: Алёна Званцова
- Режиссёр-постановщик: Олег Фомин
- Главный оператор: Вася Сикачинский
- Художник-постановщик: Юрий Константинов
- Композитор: Луиджи Тонэт
- Автор песен: Александр Касаткин
- Режиссёр монтажа: Елена Фаблова
- Звукорежиссёр: Сергей Сашнин
- Режиссёр: Татьяна Головкова
- Художник по костюмам: Алиса Фомина
- Художник по гриму: Алексей Шевченко
- Директор картины: Константин Толстов
- Исполнительный продюсер: Павел Абдалов
- Продюсеры: Сергей Даниелян, Арам Мовсесян, Юрий Мороз
- Продюсер: Рубен Дишдишян

Производство ЗАО «Централ Партнершип», 2006.

## Съёмки
Значительная часть сериала снималась на территории древних крымских городов Эски-Кермен и Мангуп и в их окрестностях.
Несмотря на то, что в фильме Николая Лебедева и сериале Олега Фомина роль Волкодава исполняет один и тот же актёр Александр Бухаров, а сериал позиционируется как «приквел», между ними есть значительные несоответствия:
- Других персонажей: Людоеда, Волка, Мать Кендарат играют разные актёры.
- В полнометражном фильме мать Кендарат — пожилая женщина в исполнении Натальи Варлей, в сериале — молодая женщина с татуировкой на лице.
- В фильме, когда на деревню Серых Псов напали, Волкодаву двенадцать лет (у него тогда ещё не было «взрослого имени»). В сериале же он — взрослый парень лет 16.
- Сцены битвы с Волком в фильме и в сериале полностью отличаются.
- В фильме Волкодав, покидая рудники, выходит в заснеженные горы. В сериале, когда он выходит из рудников, снега нет.